# 迭戈·莱内斯 (足球运动员)
迭戈·莱内斯（西班牙語：Diego Lainez，2000年6月9日—），墨西哥男子足球运动员，司职边锋。他曾代表墨西哥国奥队参加2020年夏季奥林匹克运动会足球比赛，获得一枚铜牌。

## 荣誉
- 俱樂部
  - 贝蒂斯
    - 西班牙國王盃冠軍：2021–22

- 國家隊
  - 墨西哥U-23国家足球队
    - 2020年夏季奥林匹克运动会男子足球比赛銅牌
- 個人